# Resolució 341 del Consell de Seguretat de les Nacions Unides
La Resolució 341 del Consell de Seguretat de les Nacions Unides, aprovada el 27 d'octubre de 1973 després de rebre l'informe del Secretari General sobre la implementació de la resolució 340, el Consell va decidir que s'establiria una força de manteniment de pau amb un període de sis mesos i que continuaria si el Consell així ho decidia
La resolució va ser aprovada amb 14 vots contra cap. La República Popular de la Xina no va votar ni es va abstenir formalment.